# دوقية ليتوانيا الكبرى

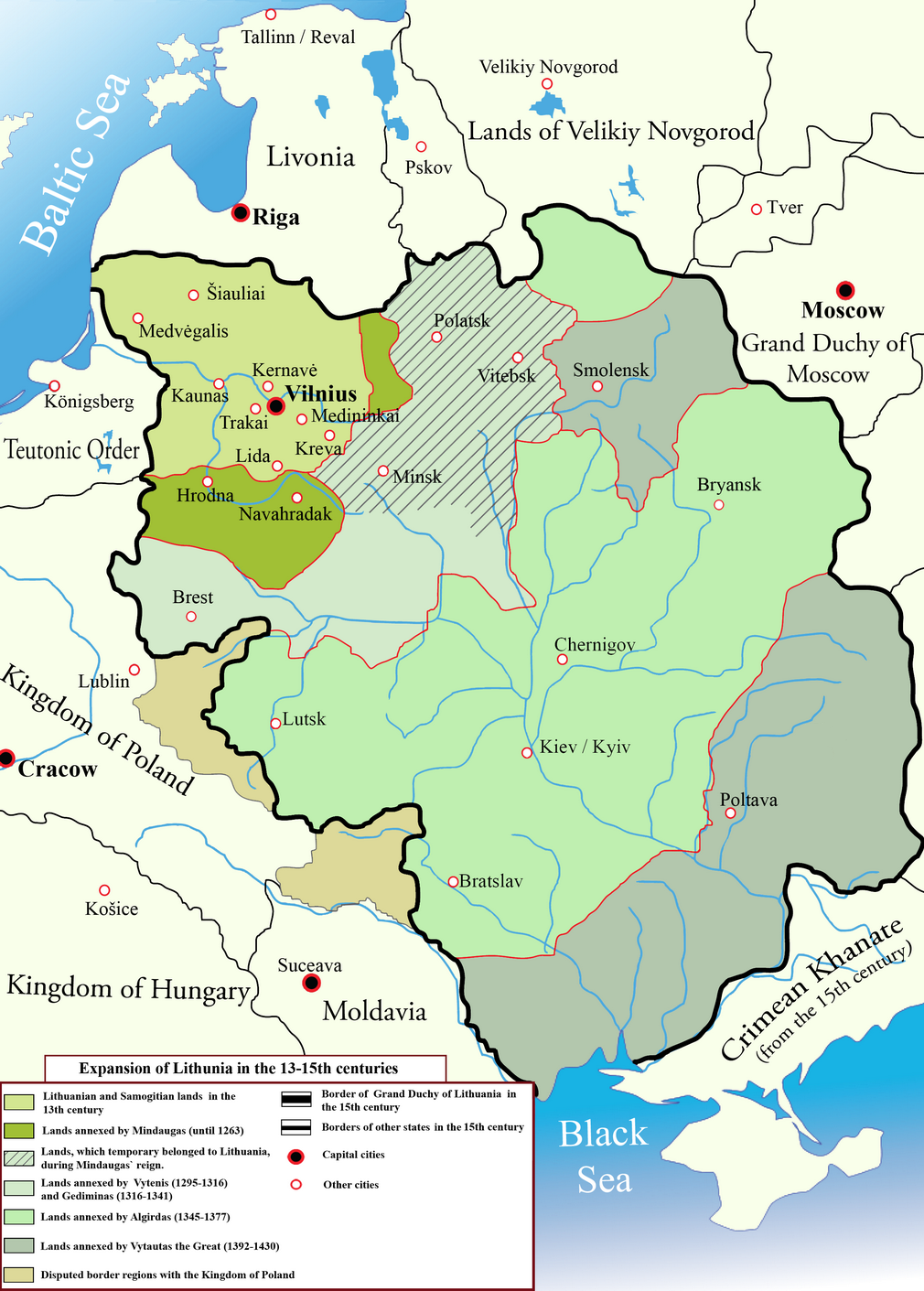
دوقية ليتوانيا في القرنين الثالث والخامس عشر وما بينهما

دوقية ليتوانيا أو دوقية ليتوانيا العظمى هي دولة أوروبية تعود إلى عام 1770. كانت أوج قوتها في القرن الرابع إلى السادس عشر، تشكلت الدوقية العظمى من أراضي ما يضم في وقتنا الحالى ليتوانيا وبيلاروس وغرب أوكرانيا. في أواخر القرن السادس عشر، خضعت دوقية ليتوانيا تحت تأثير بولندا المتزايد. في 1569 اتحد البلدان ليشكلا الكومنولث البولندي الليتواني. أبقت دوقية ليتوانيا العظمى على وجود مستقل حتى 1795 عندما، في التقسيم الثالث لبولندا، استولت الإمبراطورية الروسية على 90 بالمائة من أراضيها واستولت بروسيا على العشرة بالمائة المتبقية. أوجد الليتوانيون دولة ليتوانيا، وهم قبيلة بلطيقية وثنية من أوكتشتيتيا.
توسعت دوقية ليتوانيا الكبرى فشملت أجزاء كبيرة من كييف الروس السابقة وعددًا من الدول المجاورة لها، من بينها ما يُعرف الآن ببلاروس وأجزاء من أوكرانيا ولاتفيا وبولندا وروسيا. في أقصى اتساع لها خلال القرن الخامس عشر، كانت دوقية ليتوانيا أكبر دولة في أوروبا كلها. واحتوت مزيجًا من شعوب مختلفة الإثنيات والطوائف، بالإضافة أيضًا إلى تنوع اللغات والديانات والإرث الثقافي بشكل كبير.
بدأ اتحاد الأراضي الليتوانية في أواخر القرن الثاني عشر. كان ميندوغاس أول حاكم لدوقية ليتوانيا الكبرى، وتوّج بصفته ملكًا كاثوليكيًا على ليتوانيا في عام 1253. استهدفت حملات البلطيق الصليبية على يد فرسان التيوتون والفرسان الليفونيين دولة ليتوانيا الوثنية. ولم تبرز تلك الدولة متعددة الإثنيات والمذاهب الدينية حتى أواخر عهد الدوق الأكبر غيديميناس، واستمرت بالاتساع في عهد ابنه ألغيرداس. وقّع يوغيلا، خليفة ألغيرداس، على اتحاد كريفو عام 1386، ما أدى إلى تغييرين كبيرين في تاريخ دوقية ليتوانيا الكبرى: الأول هو اعتناق الكاثوليكية، والثاني تأسيس اتحاد سلالي بين دوقية ليتوانيا الكبرى وتاج مملكة بولندا.
اتّسم عهد فيتاوتاس العظيم باتساع أراضي دوقية ليتوانيا الكبرى وهزيمة فرسان التيوتون في معركة غرونفالد عام 1410. اتسم عهده أيضًا ببروز طبقة النبلاء الليتوانية. عقب موت فيتاوتاس، تدهورت علاقة ليتوانيا مع مملكة بولندا كثيرًا. فحاول نبلاء ليتوانيا -من بينهم عائلة رادفيلا (بالبولندية رادجيفيو)- إنهاء الاتحاد الشخصي الذين يجمع ليتوانيا وبولندا. على أي حال، أدت الحروب الفاشلة مع دوقية موسكو الكبرى إلى استمرار الاتحاد بين بولندا وليتوانيا.
في نهاية المطاف، نتج عن اتحاد لوبلين عام 1569 دولة جديدة هي الكومنولث البولندي الليتواني. في ذاك الاتحاد الفيدرالي، احتفظت دوقية ليتوانيا بسياستها المنفصلة عن بولندا، وزرائها وقوانينها وجيشها وخزينتها أيضًا. انتهى الاتحاد الفيدرالي بفضل دستور الثالث من مايو 1791، فكان من المفترض وجود دولة واحدة، وهي كومنولث بولندا، يحكمها ملك واحد ولها برلمان واحد، ولا وجود لاستقلال ليتوانيا. وبعد فترة قصيرة، أكد الدستور على الوضع الاتحادي للدولة عقب إضافة ملحق الضمان المتبادل بين الدولتين إلى الدستور.
تعرّض الكومنولث المُصلح حديثًا إلى غزوٍ روسي عام 1792 وقُسم بين الدول المجاورة، واقتُطعت أجزاء من الكومنولث واحتفظت باستقلالها الاسمي فقط (مثل مدن كراكوف ووارسو وفيلنيوس). وعقب انتفاضة تاديوش، قُسمت أراضي الكومنولث السابقة كلياً بين الإمبراطورية الروسية ومملكة بروسيا والنمسا عام 1795.

## تاريخ

### تأسيس الدولة
عُثر على أول دليل يذكر اسم ليتوانيا في حوليات كفيدلنبورغ، التي يعود تاريخها إلى العام 1009. في القرن الثاني عشر، ذكرت الحوليات الروسية ليتوانيا باعتبارها إحدى المناطق التي تعرضت لهجمات الروس. دفعت القبائل الليتوانية الوثنية ترفيدًا (بالإنجليزية tribute) لبولوتسك في البداية، أما لاحقًا، فاستجمع الليتوانيون قواهم ونظموا أنفسهم وبدأوا يغيرون على المناطق المجاورة ولو على نطاق صغير. لكن بين عامي 1180 و1183، تغير الوضع الراهن، وبدأ الليتوانيون ينظمون غارات عسكرية بشكل دائم على الأقاليم السلافية، فغزوا إمارة بولوتسك وبسكوف، وهددوا نوفغورود أيضًا. رافق بروز تلك الغارات العسكرية المفاجئ اتحادَ الأراضي الليتوانية في أوكتشتيتيا.
تأسس نظام الفرسان الليفوني وفرسان التيوتيون، وهما نظامان عسكريان صليبيان، في ريغا عام 1202 وبروسيا عام 1226 على التوالي. شكّل هذان النظامان المسيحيان خطرًا كبيرًا على قبائل البلطيق الوثنية، وسرّعا عملية تأسيس دولة ليتوانيا. كانت معاهدة سلام غاليسيا فولينيا من عام 1219 دليلًا على تعاون الليتوانيين مع الساموغيتيين. ورد في تلك المعاهدة اسم 21 دوقًا ليتوانيًا، من بينهم خمس دوقات كبار من أوكتشتيتيا (جيفينبوداس، داويوتاس، فيليكايلا، داوسبرونغاس، ميندوغاس) وعدد آخر من ساموغيتيا. وعلى الرغم من اندلاع حروب سابقة بين الليتوانيين والساموغيتيين، واجهوا لاحقًا عدوًا مشتركًا. كان لجيفينبوداس سلطة أكبر من غيره، وكان عددٌ كبير من الدوقات ينتمون لنفس العائلات. كان الاعتراف الرسمي بالمصالح المشتركة بين النبلاء وتأسيس تسلسل هرمي بين الموقعين على الاتفاقية من العوامل التي أنذرت بظهور دولة ليتوانيا.

### مملكة ليتوانيا
كان ميندوغاس -دوق جنوب ليتوانيا- واحدًا من الدوقات الخمس الكبار الذين وقعوا على اتفاقية كاليسيا فولينيا. في سجل الوقائع الليفونية المُقفاة، يُذكر أن ميندوغاس تحصّل على سلطة عظمى في جميع أنحاء ليتوانيا بحلول منتصف ثلاثينيات القرن الثالث عشر. في عام 1236، هزم الساموغيتيون بقيادة فيكينتاس الفرسانَ الليفونيين في معركة سول. فاضطر الليفونيون إلى التحوّل لفرع من فروع الفرسان التويتويين في بروسيا، فأصبحت ساموغيتيا –وهي شريط من الأرض يفصل ليفونيا وبروسيا عن بعضمها– هدفًا رئيسًا للتويتونيين والليفونيين على حد سواء. أفضت تلك المعركة إلى فترة من الهدوء خلال المعارك مع الفرسان، فاستغلت ليتوانيا الموقف ونظمت هجمات على الإمارات الروثينية، وضمت نافوغروداك وغرودنا إلى أراضيها. يعتبر المؤرخون البيلاروسيون أن ميندوغاس تلقى دعوة لحكم نافوغروداك وأن الاتحاد كان سلميًا.
في عام 1248، اندلعت حرب أهلية بين ميندوغاس وأقربائه توتفيلاس وإديفيداس. وشُكل تحالفٌ ضد ميندوغاس، وانضم إلى التحالف فيكينتاس والفرسان الليفونيون ودانيال ملك غاليسيا وفاسيلكو أمير فولينيا. استغل ميندوغاس الصراعات الداخلية، وتحالف مع نظام الفرسان الليفونيين. وعد ميندوغاس بالتحول إلى المسيحية ومنح بعض الأراضي في غرب ليتوانيا مقابل حصوله على الدعم العسكري ضد أقربائه والتاج الملكي. عُمّد ميندوغاس في عام 1251، وأصدر البابا إنسونت الرابع مرسومًا بابويًا أعلن فيه إنشاء مملكة ليتوانيا. بعد انتهاء الحرب الأهلية، نُصب ميندوغاس ملكًا على ليتوانيا في السادس من شهر يوليو عام 1253، وبدأ بذلك عقد من السلام النسبي. نبذ ميندوغاس لاحقًا الديانة المسيحية وعاد إلى الوثنية. حاول أيضًا توسيع سلطته وتأثيره فشمل بينسك وبولوتسك، وكانت الأخيرة مركزًا تجاريًا كبيرًا على حوض نهر دفينا. استغل الفرسان التيوتونيون هذه الفترة ليعززوا مواقعهم في أجزاء من ساموغيتيا وليفونيا، لكنهم خسروا معركة سكوداس عام 1259 ومعركة دوربي عام 1260. دفعت تلك الخسائر شعب ساموغيتا والبروسيين إلى التمرد ضد فرسان التيوتون.
أنهى ميندوغاس فترة السلام مع الفرسان بعدما شجعه قريبه ترينيوتا على ذلك، وكانت الديانة الوثنية على الأغلب سببًا في إلغاء السلام. ثم تحالف ميندوغاس مع ألكسندر نيفسكي أمير نوفغورود. أمل ميندوغاس بإمكانية توحيد جميع القبائل البلطيقية تحت قيادة ليتوانية. فشلت الحملات العسكرية في تحقيق هذا الهدف، فتدهورت علاقة ميندوغاس بترينيوتا. فاغتال الأخير -بمساعدة دومانتاس أمير بسكوف- ميندوغاس وابنيه ركوليس وروبيكيس في عام 1263. وغرقت ليتوانيا في الصراعات الداخلية لسنين عديدة.